# Седлак, Олдржих
О́лдржих Се́длак (чеш. Oldřich Sedlák, 3 ноября 1922, Брно — 4 сентября 1985, Брно) — чехословацкий хоккеист, нападающий. Участник зимних Олимпийских игр 1952 года, бронзовый призёр чемпионата мира 1955 года, двукратный серебряный призёр чемпионата Европы 1952 и 1955 годов.

## Биография
Олдржих Седлак родился 3 ноября 1922 года в чехословацком городе Брно (сейчас в Чехии).
В 1951—1955 годах играл в хоккей с шайбой за «Сокол-Зброёвку» / «Зброёвку-Спартак» из Брно.
В 1952 году вошёл в состав сборной Чехословакии по хоккею с шайбой на зимних Олимпийских играх в Осло, занявшей 4-е место. Играл на позиции нападающего, провёл 7 матчей, забросил 1 шайбу в ворота сборной Польши. По итогам турнира получил серебряную медаль чемпионата Европы.
В 1955 году участвовал в чемпионате мира в ФРГ и завоевал бронзовую медаль. Провёл 8 матчей, забросил 4 шайбы (по две в ворота сборных Швейцарии и Польши). По итогам турнира получил серебряную медаль чемпионата Европы.
Умер 4 сентября 1985 года в Брно.